# Typhloseiopsis neopritchardi
Typhloseiopsis neopritchardi är en spindeldjursart som beskrevs av Moraes och Mesa 1988. Typhloseiopsis neopritchardi ingår i släktet Typhloseiopsis och familjen Phytoseiidae. Inga underarter finns listade i Catalogue of Life.